# Infernal Torment
Infernal Torment (engl. „infernale/höllische Qualen“) war eine dänische Death-Metal-Band aus Silkeborg. Die Band wurde vor allem durch ihren prägnanten Schlagzeuger, den Gitarristen Jakob "Batten" Hansen, sowie die extremen Texte bekannt, in denen der Sänger über Inzest, Pädophilie oder Nekrophilie singt.

## Geschichte
Die Band wurde 1992 gegründet. Nach Veröffentlichung von zwei Demos erhielt Infernal Torment einen Plattenvertrag über das dänische Musiklabel Diehard. 1995 erschien dann das Debütalbum. Mit diesem Album wurde die Band im Underground durch den einmaligen Schlagzeugstil des Schlagzeugers "Martin Boris" und die Texte von Scott Jensen bekannt. Dieser hatte eine Technik entwickelt die von extremer Geschwindigkeit in Verbindung mit abrupten Breaks gekennzeichnet ist. "Martin Boris" verließ die Band nach Veröffentlichung des ersten Albums und wurde durch "Heinz" ersetzt. Im neuen Line-Up wurde noch ein zweites Album veröffentlicht, bevor sich die Band auflöste. Scott Jensen gründete daraufhin die Band Dawn of Demise, die mehrere Alben veröffentlichte. Jakob Batten stieg 1998 bei Illdisposed ein.
Im Jahr 2021 wurde das Album Man's True Nature erneut aufgenommen und veröffentlicht.

## Diskographie
- 1993: Incapability On The Cross (Album)
- 1994: Instincts (Miscellaneous)
- 1995: Man's True Nature (Album, RRS)
- 1998: Birthrate Zero (Album, Diehard Music Worldwide)
- 2021: Man's True Nature (Album, Emanzipation Productions)